# Yekaterina Mulyuk-Timofeyeva
Yekaterina Nikolayevna Mulyuk-Timofeyeva, aussi appelée Ekaterina Nikolayevna Timofeyeva, (en biélorusse : Екатерина Николаевна Мулюк-Тимофеева, née le 13 novembre 1976 à Mazyr en RSS de Biélorussie) est une archère biélorusse. Elle est médaillée d'argent aux championnats du monde de tir à l'arc.

## Biographie
Yekaterina Nikolayevna Mulyuk-Timofeyeva commence le tir à l'arc en 1991 et fait ses débuts compétitifs en 1999. Elle participe à ses premiers Jeux olympiques en 2008. Elle atteint son premier podium mondiale dans l'épreuve par équipe en 2013.

## Palmarès
- Jeux olympiques[2]
  - 23e à l'individuel femme aux Jeux olympiques d'été de 2008 à Pékin.
  - 17e à l'individuel femme aux Jeux olympiques d'été de 2012 à Londres.

- Championnats du monde[1]
  -  Médaille d'argent à l'épreuve par équipe femme aux championnats du monde 2013 à Antalya (avec Hanna Marusava et Alena Tolkach).

- Coupe du monde[1]
  -  Médaille d'argent à l'épreuve individuel femme à la coupe du monde 2010 de Porec.

- Jeux européens[1]
  -  Médaille d'argent à l'épreuve par équipe femme aux Jeux européens de 2015 à Bakou (avec Hanna Marusava et Alena Tolkach).